# 司徒蟾蜍
司徒蟾蜍（学名：Duttaphrynus stuarti）一种分布于印度、缅甸及中国西藏等地区的两栖动物，隶属于蟾蜍科头棱蟾属。

## 形态特征
司徒蟾蜍体型较小，雄蟾体长60～72豪米，雌蟾体长81～87毫米。雄蟾背面为亮黄色，无斑纹，腹面浅黄色，均匀散布棕黑色斑，四肢背面无横斑，脊纹不显；雌蟾背面呈浅棕色，具有明显的极细的脊纹，头侧和体侧有不规则的大块棕黑色斑块，腹面为浅灰棕色，有不规则的深色云样斑，四肢背面横斑显著。